# Richard Coeur-de-Lion

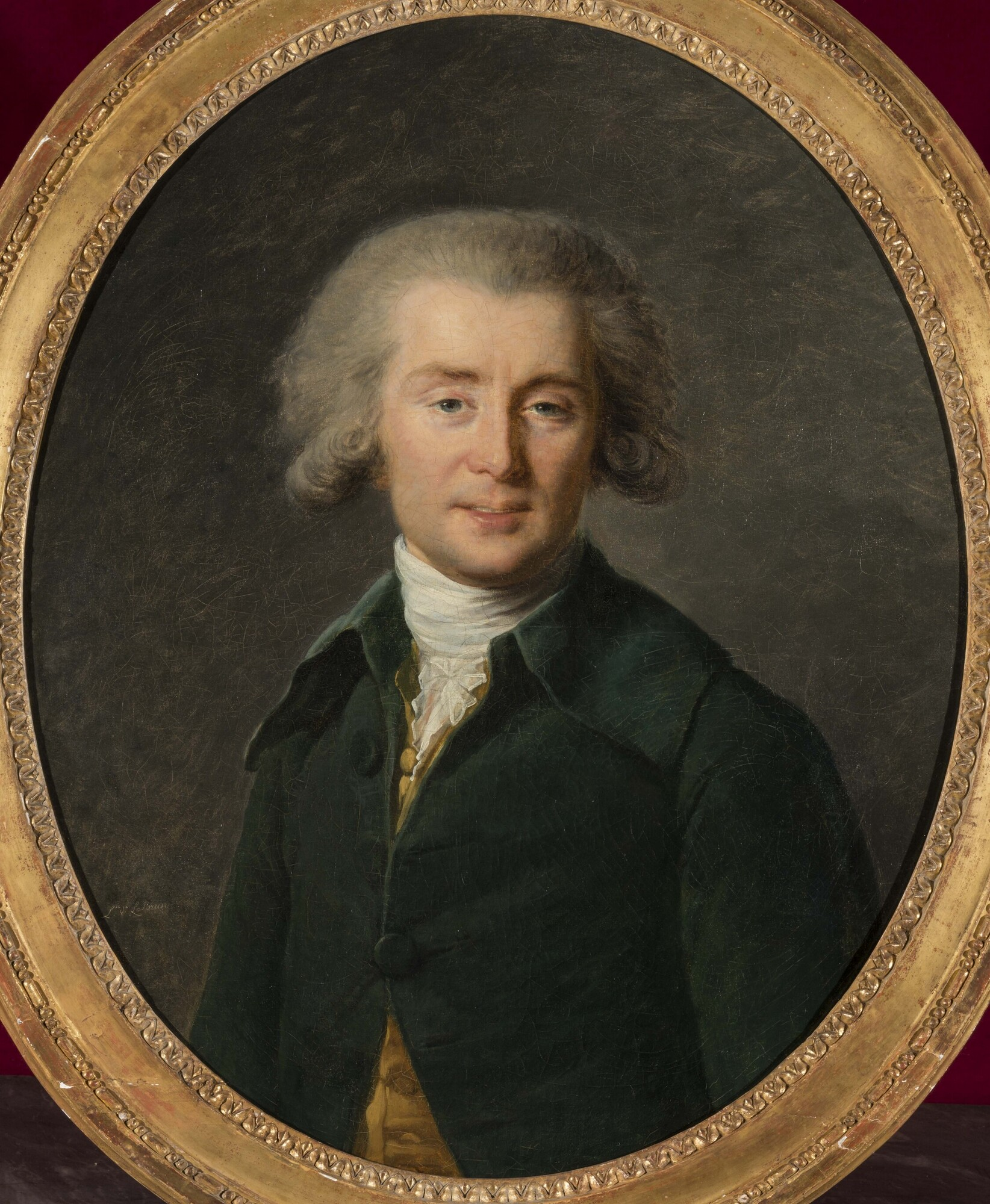
André Grétry

Richard Coeur-de-Lion (Rikard Lejonhjärta) är en opéra comique, beskriven som en comédie mise en musique i tre akter med musik av André Grétry och libretto av Michel-Jean Sedaine efter legenden om kung Rikard I Lejonhjärta (1157-1199) och dennes fångenskap i Österrike och räddning av trubaduren Blondel de Nesle.

## Historia
Richard Coeur-de-Lion anses vara Grétrys främsta verk och följaktligen en av de största opéra comique av sin tid. Operan hade premiär den 21 oktober 1784 på Comédie-Italienne i Paris. Grétry var missnöjd med avslutningen och omarbetade operan till fyra akter. Denna version uppfördes på slottet i Fontainebleau den 25 oktober 1785, men redan den 29 december reducerades den på nytt till tre akter. I denna form stod den på repertoaren i Frankrike under hela 1800-talet.
Operan hade svensk premiär den 14 december 1791 i Stora Bollhuset i Stockholm vid ett gästspel av Den Kungliga Franska Truppen.

## Uppförandehistorik
Operan framfördes först i tre akter av Comédie-Italienne i Salle Favart i Paris den 21 oktober 1784. Senare gavs den i en mindre lyckad fyraktsversion i slottet i Fontainebleau den 25 oktober 1785, och senare i Paris den 21 december. En ny definitiv version i tre akter sattes upp på Comédie-Italienne den 29 december,. Operan nådde Storbritannien 1786 och Boston USA 1797. Den var oerhört populär och spelades i Frankrike fortfarande mot slutet av 1800-talet. Då operan ständigt tolkades som ett "kungligt stycke" föll den inte i publikens smak under de revolutionära perioderna och sattes inte upp i Paris 1791-1806, 1827–1841, 1847–1856. Charlton räknar upp 485 föreställningar fram till 1827. 1841 Adolphe Adam försåg operan med ny orkestrering för det årets nypremiär på Opéra-Comique och under de följande decennierna spelades den ytterligare 600 föreställningar fram till 1910. Ytterligare 302 föreställningar gavs på Théâtre Lyrique mellan 1856 och 1868.
En översatt version i form av en semiopera av Sedaines pjäs Richard Cœur de lion skrevs av John Burgoyne med musik av Thomas Linley den äldre för Drury Lane Theatre där den spelades 1788.

## Verket och dess influens på andra verk
Richard Cœur-de-lion spelade en viktig roll i utvecklingen av opéra comique i dess behandling av ett seriöst, historiskt ämne. Det var också en av de första exemplen på en räddningsopera. Det är signifikant att en av de mest betydande karaktärerna i den mest berömda räddningsoperan framför alla, Beethovens Fidelio, heter Florestan, men han är då fånge och inte fångvaktare. Grétry försökte att imitera medeltidsmusik för Blondels sång Une fièvre brûlante och detta exempel skulle efterföljas av flera kompositörer under romantiken. (Beethoven skrev en serie av pianovariationer över sången, WoO 72.) Han använde också samma melodi som ett återkommande tema, en teknik som utvecklades av senare kompositörer för opéra comique såsom Méhul och Cherubini. Genom dessa skulle den påverka den tyska traditionen hos Weber och Wagner.
Blondels aria Ô Richard, ô mon roi! blev en populär kampsång bland rojalisterna under den franska revolutionen och bannlystes av republikens regeringen. I Tjajkovskijs opera Spader dam sjungs Laurettes aria "Je crains de lui parler la nuit" av grevinnan då hon minns tiden i 1700-talets Paris, precis innan hon mördas.

## Personer
| Roller                                      | Stämma                    | Premiärbesättning den 21 oktober 1784 (Dirigent: - )              |
| ------------------------------------------- | ------------------------- | ----------------------------------------------------------------- |
| Rikard I Lejonhjärta, Kung av England       | tenor                     | Philippe Cauvy, 'Philippe'                                        |
| Blondel, Richards riddare                   | tenor                     | Jean-Baptiste Guignard, 'Clairval'                                |
| Seneskalk                                   | talroll                   | Courcelle                                                         |
| Florestan, kommendanten på borgen i Linz    | basse-taille (basbaryton) | Philippe-Thomas Ménier                                            |
| Williams                                    | basse-taille (basbaryton) | Pierre-Marie Narbonne                                             |
| Mathurin                                    | tenor                     |                                                                   |
| Urbain                                      | basse-taille (basbaryton) |                                                                   |
| Guillot                                     | tenor                     |                                                                   |
| Charles                                     | tenor                     |                                                                   |
| En bonde                                    | basse-taille (basbaryton) |                                                                   |
| Antonio                                     | sopran                    | Rosalie de Saint-Évreux, 'Mlle Rosalie'                           |
| Marguerite, grevinna av Flandern och Artois | sopran                    | Marie-Thérèse-Théodore Rombocoli-Riggieri, 'Mlle Colombe l'Aînée' |
| Laurette, Williams dotter                   | sopran                    | Louise-Rosalie Lefebvre, 'Madame Dugazon'                         |
| Béatrix, Marguerites hovdam                 | sopran                    | Angélique Erbennert, 'Mlle Desforges'                             |
| Madame Mathurin                             | sopran                    |                                                                   |
| Colette                                     | sopran                    |                                                                   |

## Handling
På hemväg från korstågen har den engelske kungen Rikard Lejonhjärta blivit tillfångatagen och hålls inspärrad på borgen i Linz. Hans sångare Blondel vandrar omkring i Österrike och letar efter sin herre och kommer också till Linz, där han sjunger en sång som kungen har skrivit till sin älskade, grevinnan Marguerite av Flandern. Då en röst svarar innanför murarna vet Blondel att kungen finns därinne. Han ordnar så att han och Marguerite blir inbjudna till gästabud på borgen, och de griper kommendanten och håller honom fången tills Marguerites armé lyckas inta borgen och befria Rikard Lejonhjärta.